# Bernartice (Boemia meridionale)
Bernartice è un comune della Repubblica Ceca facente parte del distretto di Písek, in Boemia Meridionale.